# Bad Romance
Bad Romance ist ein Popsong der US-amerikanischen Sängerin Lady Gaga. Er wurde als erste Single von ihrem zweiten Album The Fame Monster (2009) veröffentlicht. Produziert von RedOne und geschrieben von ihr selbst, wurde der Text von der Paranoia inspiriert, die Lady Gaga erlebte, während sie von 2008 bis 2009 durch die Welt tourte. Nachdem eine Demoversion des Songs aufgetaucht war, hatte die fertige Version des Songs Premiere auf Alexander McQueens Show auf der Paris Fashion Week im Oktober 2009.
Von den meisten Kritikern wurde der Song gelobt und mit Gagas zweiter Single Poker Face verglichen. Bad Romance wurde ein kommerzieller Erfolg, der Platz 1 unter anderem im Vereinigten Königreich, Irland, Kanada, Österreich und Deutschland erreichte, während er in Staaten wie den USA, Australien und Neuseeland Platz 2 erreichte. Bad Romance wurde als der neuntbeste Song von Rolling Stone auf ihrer Liste der „25 Besten Songs von 2009“ rangiert und bekam einen Grammy in der Kategorie „Beste weibliche Gesangsdarbietung – Pop“ am 13. Februar 2011. Weltweit wurde der Song im Jahr 2010 9,7 Millionen Mal verkauft.
Das dazugehörige Video wurde von den Kritikern gelobt und bei den MTV Video Music Awards 2010 10-mal nominiert und gewann 7 Awards, unter anderem auch Video of the Year. Das Video gewann auch einen Grammy in der Kategorie „Best Short Form Music Video“.

## Hintergrund
Bad Romance wurde die erste Single von The Fame Monster, Gagas Nachfolger ihres Debütalbums The Fame. Noch vor der offiziellen Veröffentlichung des Songs, wurde eine Demoversion des Songs illegal im Internet veröffentlicht, was Gaga durch Twitter kommentierte: „leaked next single is makin my ears bleed. Wait till you hear the real version.“/„Demoversion meines nächsten Songs bringt meine Ohren zum Bluten. Wartet, bis ihr die Originalversion hört“. Sie sang ein kurzes Stück des Liedes bei Saturday Night Live am 3. Oktober mit ihren anderen Singles Poker Face und LoveGame. Am 6. Oktober 2009 fand die Premiere von Bad Romance auf der Paris Fashion Week Show des Designers Alexander McQueen statt.
Lady Gaga erklärte, Bad Romance sei einer der Songs, die sie 2008, während sie auf Tour war, schrieb. Die Lieder, die während dieser Zeit komponiert wurden, handeln von verschiedenen „Monstern“ (Paranoia), denen sie während der Tour gegenüberstand. Eines dieser war das „Liebesmonster“ und die Inspiration für Bad Romance. Gaga sagte, dass sie sich in Beziehungen immer alleine fühlte. Im Grazia Magazine erzählte Gaga näher über ihre Inspiration:

„Ich schrieb [‚Bad Romance‘] als ich in Norwegen war, in meinem Tourbus. Ich war in Russland, dann Deutschland, und ich verbrachte viel Zeit in Osteuropa. Dort gibt es diese unglaubliche deutsche House-Techno-Musik, also wollte ich eine experimentelle Pop-Platte aufnehmen. Ich wollte die 80er ein bisschen verlassen, deshalb ist der Refrain in einer 90er-Melodie, was die Inspiration war. Es war sicherlich auch Whisky beteiligt beim Schreiben des Songs. Es geht um das Verliebtsein in Deinen besten Freund.“

Das Coverabbild wurde am 15. Oktober 2009 veröffentlicht und zeigt Gaga in einem roten Kleid, mit ihren Gesicht nach unten und von Stoff bedeckt.

## Komposition
Das Stück wurde von Lady Gaga und RedOne geschrieben, während der letztere das Lied produzierte. Der Song wurde in den Record Plant Studios in Los Angeles und FC Walvisch Recording Media Studios in Amsterdam aufgenommen. Laut Gil Kauffman von MTV, ist das Tempo von Bad Romance ähnlichen Gagas früherer Single Poker Face. Das Lied beginnt und endet mit einem Zitat der Fuge in h-Moll aus dem Wohltemperierten Clavier (Teil I) von Johann Sebastian Bach. Dann beginnt der Song mit dem Chorus, später wechselnd in die „Rah-rah-ah-ah-ah, Roma-roma-mah, Gaga-ooh-la-la“ Hookline. Gefolgt wird dies von dem Klang der Drumbeats und des Keyboards. Nach dem ersten Vers folgt die Überleitung, in der Lady Gaga folgendes spricht: „You know that I want you, And you know that I need you, I want your bad, your bad romance“. Dann beginnt der ganze Refrain, in dem sie „I want your love, And I want your revenge, You and me could write a bad romance […] Caught in a bad romance“ singt. Während des Intermezzos singt Gaga die Verse des Refrains auf Französisch: „Je veux ton amour, Et je veux ta revanche, Je veux ton amour“.
Der Song ist in a-Moll gehalten. Das Lied folgt einer Akkordfolge von Am–C–F–C–G bzw. von F–G–Am–C–F–G–E–Am im Chorus.

## Rezeption
Bad Romance bekam überwiegend gute Kritiken. Bill Lamb von About.com schrieb, Lady Gagas Gesang sei bei Bad Romance „at its best“. Der Song sei eine „intensive Litanei fast krankhaft romantischer Verstrickungen“ zu Rhythmen, die dazu geeignet sind, die Tanzfläche zu füllen. Stephen Thomas Erlewine von Allmusic erwähnte die „schweren stählernen Synthesizer“ und nannte das Stück als Beispiel für die „Eurotrash“-Einflüsse auf The Fame Monster. Kitty Empire von The Guardian schrieb, dass Singles wie Bad Romance Gaga vergleichbarer mit Madonna machen. Sal Cinquemani vom Slant Magazine bezeichnete den Song als einen der Höhepunkte des Albums und erklärte: Wenn „man Melodien einen Zeitstempel geben könnte, dann hätte dieser die 80er [auf ihrem Po] markiert.“
Christopher John Farley vom The Wall Street Journal lobte die Verfänglichkeit der Hookline von Bad Romance, und Michael Hubbard von MusicOMH sagte, dass der Chorus des Songs Gagas bester bis jetzt ist. Pitchfork Media platzierte „Bad Romance“ auf Platz 39 in ihrer Liste der „Top 100 Tracks 2009“ und sagte, dass das Lied „episch in der Konstruktion ist“. Die dunkle Eigenschaft der Musik wurde von Simon Price in The Independent bemerkt, der feststellte, dass die erste Zeile des Songs „I want your ugly, I want your disease“ den Ton für die Gothic Art von The Fame Monster festlegt.

## Musikvideo
Lady Gagas Musikvideo zu Bad Romance wurde am 11. November 2009 veröffentlicht. Regie führte Francis Lawrence (Constantine, I Am Legend, Die Tribute von Panem – Catching Fire).
The Wall Street Journal bezeichnete Gaga als einen der wenigen Popstars der heutigen Zeit, die wirklich verstehen was Spektakel, Mode, Schock, Choreographie ist – all der Dinge, deren Madonna und Michael Jackson Meister in den 80er gewesen waren. Am 3. August 2010, erlangte das Video 10 Nominationen bei den MTV Video Music Awards 2010, was es mit Peter Gabriels Song Sledgehammer zu dem meistnominierten Video in der Geschichte der MTV Video Music Awards machte. Das Video gewann sieben Awards, unter anderem „Bestes Pop-Video“, „Bestes Video einer Künstlerin“ und „Video des Jahres“. Das Video gewann einen Grammy in der Kategorie „Best Short Form Music Video“.

## Kommerzieller Erfolg

### Chartplatzierungen
In den USA debütierte Bad Romance auf Platz neun der Billboard Hot 100, was es zur höchsten Erstnotierung Gagas bis dahin machte. Es wurden 142,000 Kopien in der ersten Woche verkauft. Nach 2 Wochen stieg der Song von Platz 11 auf Platz 2, welcher der Höchststand der Single wurde. Lediglich Just Dance, Poker Face und Born This Way erreichten höhere Platzierungen in den Billboard Hot 100. Bad Romance debütierte auf Platz 38 der Pop-Charts und stieg später auf Platz 1, was die Single zum fünften aufeinanderfolgenden Nummer-eins-Hit der Lady machte. Laut Nielsen Broadcast Data Systems erzielte Bad Romance mit registrierten 10.859 Radioeinsätzen auf 130 Radio Stationen den Rekord für die meisten wöchentlichen Radioeinsätze in der 17-jährigen Geschichte der Pop-Charts. Der Rekord wurde später von Ke$ha mit ihrem Song Tik Tok gebrochen.
Der Song debütierte auf Platz 16 der ARIA Charts in Australien, und auf Platz 33 in Neuseeland. In der nächsten Woche, stieg Bad Romance auf Platz 3 in Australien. In der siebten Woche in den Charts, erreichte der Song Platz 2 in Australien, und Platz 2 in Neuseeland. Am 29. Oktober 2009 debütierte Bad Romance auf Platz 20 in Irland; es erreichte die Spitze in der siebten Woche. In den Canadian Hot 100, debütierte Bad Romance auf Platz 58. In der folgenden Woche erreichte der Song die Spitze der Charts, was es zum dritten Song von Gaga macht, der die Spitze in Kanada erreichte.
Nach der Veröffentlichung im Vereinigten Königreich debütierte Bad Romance auf Platz 14 der UK Singles Chart. Im Dezember 2009, erreichte der Song die Spitze der Charts, und machte es zu Gagas drittem Nummer-eins-Hit. Sie wurde die erste weibliche Künstlerin in der Geschichte der Britischen Charts, die drei Nummer-eins-Hits in einem Jahr hatte. Zwei Wochen später, in der ersten Woche von 2010, kam Bad Romance wieder auf Platz eins der Charts. In Schweden debütierte der Song auf Platz 3 und erreichte nach zwei Wochen Platz eins der Charts. Der Song debütierte auf Platz 40 in den Eurochart Hot 100 Singles, und am 23. Januar 2010 erreichte Bad Romance die Spitze der Charts und blieb dort zwei Wochen lang.
| ChartsChartplatzierungen       | Höchstplatzierung | Wochen |
| ------------------------------ | ----------------- | ------ |
| Deutschland (GfK)              | 1 (44 Wo.)        | 44     |
| Österreich (Ö3)                | 1 (32 Wo.)        | 32     |
| Schweiz (IFPI)                 | 2 (48 Wo.)        | 48     |
| Vereinigte Staaten (Billboard) | 2 (35 Wo.)        | 35     |
| Vereinigtes Königreich (OCC)   | 1 (57 Wo.)        | 57     |

| ChartsJahrescharts (2009)    | Platzierung |
| ---------------------------- | ----------- |
| Vereinigtes Königreich (OCC) | 17          |

| ChartsJahrescharts (2010)      | Platzierung |
| ------------------------------ | ----------- |
| Deutschland (GfK)              | 17          |
| Österreich (Ö3)                | 9           |
| Schweiz (IFPI)                 | 13          |
| Vereinigte Staaten (Billboard) | 8           |
| Vereinigtes Königreich (OCC)   | 30          |

| ChartsJahrescharts (2010–2019) | Platzierung |
| ------------------------------ | ----------- |
| Vereinigte Staaten (Billboard) | 84          |

### Auszeichnungen für Musikverkäufe

Lady Gaga singt Bad Romance bei der Monster Ball Tour

Laut Nielsen SoundScan verkaufte Gaga 5,9 Millionen Downloads in den USA. Der Song verkaufte sich laut IFPI allein 2010 weltweit über 9,7 Millionen Mal. Der Song wurde in Australien elffach mit Platin für Verkäufe von über 770.000 Kopien der Single ausgezeichnet. In Kanada wurde Bad Romance 7× mit Platin zertifiziert für Verkäufe von 280.000 Einheiten.
| Land/Region                  | Auszeichnungen für Musikverkäufe (Land/Region, Auszeichnung, Verkäufe) | Verkäufe   |
| ---------------------------- | ---------------------------------------------------------------------- | ---------- |
| Australien (ARIA)            | 11× Platin                                                             | 770.000    |
| Belgien (BRMA)               | Gold                                                                   | 15.000     |
| Brasilien (PMB)              | Diamant                                                                | 250.000    |
| Dänemark (IFPI)              | 2× Platin                                                              | 180.000    |
| Deutschland (BVMI)           | 3× Gold                                                                | 450.000    |
| Frankreich (SNEP)            | Platin                                                                 | 250.000    |
| Italien (FIMI)               | 2× Platin                                                              | 60.000     |
| Japan (RIAJ)                 | Gold (Mobile Downloads) · + Gold (Downloads)                           | 200.000    |
| Kanada (MC)                  | Diamant                                                                | 800.000    |
| Neuseeland (RMNZ)            | 4× Platin                                                              | 120.000    |
| Norwegen (IFPI)              | 8× Platin                                                              | 480.000    |
| Österreich (IFPI)            | 2× Platin                                                              | 60.000     |
| Russland (NFPF)              | Gold                                                                   | 10.000     |
| Schweden (IFPI)              | 2× Platin                                                              | 80.000     |
| Schweiz (IFPI)               | Platin                                                                 | 30.000     |
| Spanien (Promusicae)         | 2× Platin                                                              | 80.000     |
| Südkorea (KMCA)              | —                                                                      | 217.706    |
| Vereinigte Staaten (RIAA)    | 11× Platin                                                             | 11.000.000 |
| Vereinigtes Königreich (BPI) | 3× Platin                                                              | 2.200.000  |
| Insgesamt                    | 5× Gold · 40× Platin · 3× Diamant ·                                    | 16.652.706 |

Hauptartikel: Lady Gaga/Auszeichnungen für Musikverkäufe

## Coverversionen
Am 18. November 2009 tauchte eine Version von Bad Romance im Internet auf, bei dem Gia Farrell das Lied singt. Am 14. März 2010 sang Marco Hietala von Nightwish das Lied in Kuorosota. Hayley Williams von der Band Paramore postete eine Pianoversion des Liedes am 28. März 2010 auf Twitter. Am Tag darauf coverte 30 Seconds to Mars das Lied bei BBC Radio 1’s Live Lounge. In der Fernsehserie Glee wurde das Lied in der Folge Theatricality aufgeführt. Ebenso wurde Bad Romance von Evil Adam als Download veröffentlicht. Am 9. Juli 2010 veröffentlichte Wayne Jackson eine Coverversion des Liedes. Auf der EP Beside & Beyond der Band Lord of the Lost erschien ebenfalls eine Coverversion des Titels. 2011 wurde Bad Romance von der US-amerikanischen Hard-Rock-Band Halestorm gecovert und auf ihrer EP ReAniMate: The CoVeRs veröffentlicht. Am 15. November 2011 erschien auf dem Soundtrack zum Film Alvin und die Chipmunks 3: Chipbruch eine Version von Bad Romance, die von den Chipmunks & The Chipettes gesungen wird.